# سنان كسكين
سنان كسكين (بالتركية: Sinan Keskin)‏ هو لاعب كرة قدم تركي في مركز الوسط، ولد في 13 أغسطس 1994 في لاهاي في هولندا. شارك مع فريق تركيا الوطني لكرة القدم للشباب ومنتخب هولندا تحت 19 سنة لكرة القدم ومنتخب تركيا تحت 19 سنة لكرة القدم. أما مع النوادي، فقد لعب مع أياكس أمستردام وشباب أياكس ونادي أوترخت.

## وصلات خارجية
- سنان كسكين على موقع الاتحاد الأوربي (الإنجليزية)
- سنان كسكين على موقع اتحاد تركيا (لاعب) (الإنجليزية)
- سنان كسكين على موقع قاعدة بيانات كرة القدم.إي يو (الإنجليزية)
- سنان كسكين على موقع Soccerway.com (الإنجليزية)